# Chrysis calimorpha
Chrysis calimorpha is een vliesvleugelig insect uit de familie van de goudwespen (Chrysididae). De wetenschappelijke naam van de soort is voor het eerst geldig gepubliceerd in 1882 door Mocsáry.